# The Triangle
The Triangle (br.: O Mistério do Triângulo das Bermudas) é uma minissérie de TV do gênero Ficção Científica, com produção alemã-britânica-estadunidense e exibida em três partes (240 minutos no total). Foi ao ar inicialmente pelo Canal Syfy dos Estados Unidos entre 5 e 7 de dezembro de 2005. O roteiro é de Dean Devlin, Bryan Singer e Rockne S. O'Bannon, com direção de Craig R. Baxley. Os efeitos especiais são de Volker Engel e Marc Weigert, juntos com  Kelly Van Horn, para as produtoras de Devlin e Singer (Electric Entertainment e Bad Hat Harry Productions, respectivamente), a BBC e a companhia de Engel e Weigert (Uncharted Territory - LLC). A história menciona o Experimento Filadélfia, linhas de tempo alternativas e multiverso.

## Elenco
- Eric Benirall…Sam Neill - Magnata naval que perde vários navios na região do Oceano Atlântico conhecida como Triângulo das Bermudas. Ele encontra evidências de fenômenos inexplicáveis que estariam causando o desaparecimento dos barcos e resolve financiar uma expedição de quatro especialistas para descobrir o que está acontecendo.
- Howard Gregory Thomas…Eric Stoltz - Repórter de um pequeno jornal e especialista em mistérios do Triângulo das Bermudas, embora seja cético sobre isso. Ele está separado da esposa e possui com ela uma filha.
- Stan Lathem…Bruce Davison - Paranormal com habilidades genuínas que usa para encontrar pessoas desaparecidas.
- Bruce Geller…Michael E. Rodgers - Australiano, professor meteorologista que não hesita em sair a campo para colher dados, participando de mergulhos e explorações arriscadas.
- Emily Myredith Patterson…Catherine Bell - Engenheira oceanógrafa especializada em águas profundas. Depois da primeira expedição ao Triângulo das Bermudas, começa a ter visões de sua mãe verdadeira, a qual não conhecera pois fora abandonada ao nascer.
- Meeno Paloma…Lou Diamond Phillips - Mecânico e ativista do Greenpeace. Depois de ser o único sobrevivente de um acidente no mar dentro do Triângulo das Bermudas, ele tenta retomar sua vida normal mas se vê atormentado por estranhas amnésias e o encontro com um filho caçula do qual todos se lembram menos ele.
- Lisa Brenner…Helen Paloma
- John Sloan…Aron Ackerman
- Charles Martin Smith…Capitão Jay
- Barrie Ingham…Doug Weist
- Marius Weyers… Karl Sheedy
- Shannon Esrechowitz…Sally
- Adrienne Pierce…Mãe de Emily
- Robyn Olivia…Marie
- Anette Kemp…Traci

## Enredo
A história começa em 1492, quando as caravelas de Cristóvão Colombo avistam por um momento um grande navio cargueiro pertencente ao milionário do século XXI Eric Benirall. Logo depois, Benirall aparece na época atual dando ordens ao seu jovem auxiliar Acherman para que contrate quatro peritos para uma expedição: um jornalista especialista no Triângulo das Bermudas, um professor meteorologista, uma engenheira oceanógrafa e um paranormal eficiente em localizar crianças desaparecidas. Enquanto isso, ativistas do Greenpeace tentam impedir caças às baleias dentro da área misteriosa e há uma grande catástrofe. Apenas o mecânico Meeno Paloma que estava dentro do barco do Greenpace sobrevive e conta sua história ao jornalista cético Howard Gregory Thomas, que logo depois entra para a equipe de Benirall. Os especialistas começam a trabalhar quando um grande avião de passageiros cai no mar e graças as habilidades do paranormal Stan Lathem, conseguem encontrar uma sobrevivente. As estranhas circunstâncias do acidente e os ocultamentos das autoridades navais convencem a equipe a continuar a investigação e eles contratam o Capitão Jay, que possui um submarino russo que usa em transportes particulares e possivelmente ilegais. A expedição é interrompida quando agentes misteriosos capturam os especialistas e os interrogam. Logo depois os soltam numa praia da Flórida, sem dinheiro ou documentos. Stan continua obcecado pela pessoa que salvara no avião e convence Howard a ir com ele atrás dos avós dela. Enquanto isso, o professor Bruce, o meteorologista de Benirall, descobre evidências de um fenômeno eletromagnético ignorado por todos e convida a engenheira Emily a voar até o centro turbulento do evento para colher dados. Meeno tenta voltar para sua vida normal mas fica angustiado ao encontrar um filho caçula do qual não se lembrava.

## Prêmios
- Emmy Award - Efeitos Visuais
- Saturn Award - Melhor formato televisivo. Indicado para quatro outras categorias.[1]